# Shameik Moore

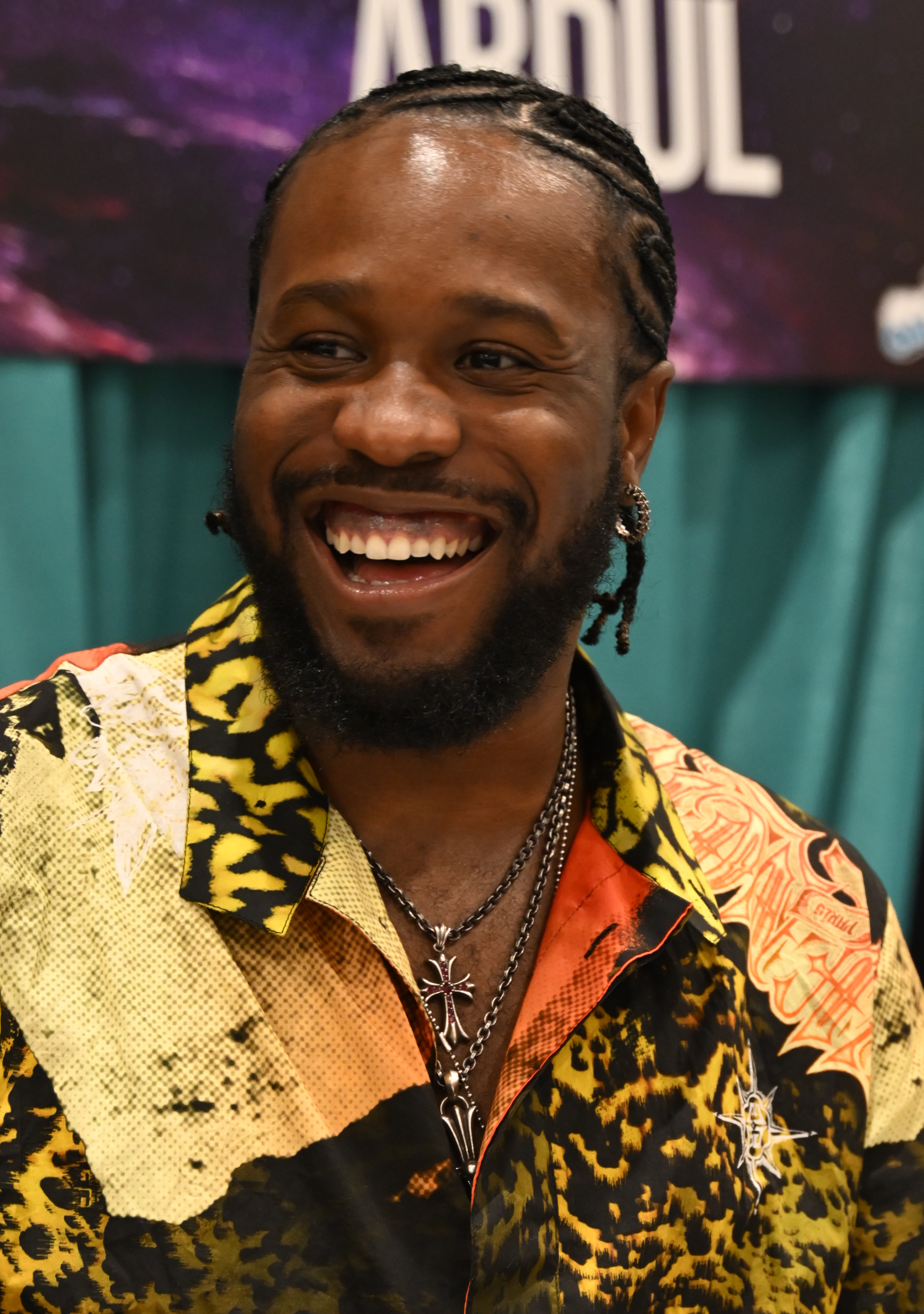
Shameik Moore (2023)

Shameik Alti Moore (* 4. Mai 1995 in Atlanta, Georgia) ist ein US-amerikanischer Schauspieler und Musiker.

## Leben
Moore wurde 1995 in Atlanta geboren. Seine Familie stammt aus Jamaika. Er besuchte die Druid Hills High School.
Seine Karriere als Schauspieler begann er mit kleinen Rollen in einigen Sendungen. 2013 hatte er seine erste Hauptrolle in der Sketch-Comedy-Fernsehserie Incredible Crew. 2015 spielte er seine erste Hauptrolle im Film Dope. Internationale Bekanntheit erlangte 2016 durch die Rolle des Shaolin Fantastic in der Netflix-Serie The Get Down. In Wu-Tang: An American Saga verkörperte er den Rapper Corey Woods, besser bekannt unter seinen Künstlernamen Raekwon oder Sha Raider.
2018 sprach er im Animationsfilm Spider-Man: A New Universe die Rolle des Miles Morales. Der Film wurde mit einem Oscar ausgezeichnet.

## Filmografie (Auswahl)
- 2015: Dope
- 2016–2017: The Get Down (Fernsehserie, elf Folgen)
- 2018: Pretenders
- 2018: Spider-Man: A New Universe (Spider-Man: Into the Spider-Verse, Stimme)
- 2019: Tage wie diese (Let It Snow)
- 2019: Wu-Tang: An American Saga (Fernsehserie, zehn Folgen)
- 2020: Cut Throat City – Stadt ohne Gesetz (Cut Throat City)
- 2022: Samaritan
- 2023: Spider-Man: Across the Spider-Verse (Stimme)
- 2024: The Gutter
- 2025: One Spoon of Chocolate

## Auszeichnungen
Black Reel Award
- 2024: Auszeichnung für die Beste Voice Performance (Spider-Man: Across the Spider-Verse)[1]